# Țilînne (Țilînne), Djankoi
Țilînne (în ucraineană Цілинне) este localitatea de reședință a comunei Țilînne din raionul Djankoi, Republica Autonomă Crimeea, Ucraina.

## Demografie
Componența lingvistică a localității Țilînne
     Rusă (75,33%)
     Ucraineană (14,96%)
     Tătară crimeeană (8,28%)
     Alte limbi (0,09%)
Conform recensământului din 2001, majoritatea populației localității Țilînne era vorbitoare de rusă (75,33%), existând în minoritate și vorbitori de ucraineană (14,96%) și tătară crimeeană (8,28%).